# Campeonato Mundial de Motocross de 2015
O Campeonato Mundial de Motocross de 2015 foi a 59º edição do evento de motocross. Começou em fevereiro em Losail no Qatar, com final em setembro de 2015 nos EUA. O campeonato ocorre com 18 etapas mundiais. O campeão foi o francês Romain Febvre.